# Hornsund
El fiord de Hornsund és un petit fiord situat a l'extrem meridional de la costa occidental de l'illa de Spitsbergen, a l'arxipèlag Svalbard, Noruega. El fiord s'inicia a l'oest del mar de Groenlàndia, i la seva amplada màxima és de 12 quilòmetres.
La seva longitud és 30 quilòmetres, amb una profunditat mitjana de 90 metres, i una de màxima de 260 metres. Aquest fiord és de diverses formacions geològiques, des del precambrià a la part occidental, al Mesozoic a l'oriental, i manté diverses fractures perpendiculars al llarg de les vores del sud de Spitsbergen. La costa de Hornsund està diversificada, amb una sèrie de badies a les desembocadures de les valls glaçades. Algunes d'aquestes badies han aparegut tan tard com el començament del segle passat a causa de la recessió de les glaceres.

## Història
L'explorador anglès Jonas Poole va visitar Hornsund el 1610, donant nom al fiord després que els seus homes havien portat una cornamenta de ren. El 1613 els primers vaixells baleners van utilitzar Hornsund, la majoria dels quals van ser expulsats pels anglesos. El 1614 el fiord va ser cedit als holandesos, però només per aquest any. Entre 1617 i el 1618, els vaixells holandesos van tornar a utilitzar Hornsund, però van ser expulsats o els van robar els seus béns. Els vaixells danesos també van recórrer al fiord el 1617 i es van veure obligats a cedir una cinquena part de les seves captures als anglesos. Aquests tenien un quasi monopoli de la caça de balenes a la badia fins que la van abandonar a finals de la dècada de 1650. El 1634 hi va haver una disputa entre els vaixells del Regne Unit i Yarmouth, que va provocar la mort d'un home.
En aquest fiord s'hi troba una estació d'investigació polonesa, fundada l'any 1957, i amb una població permanent de 8 persones.